# 유니버설 스튜디오 싱가포르

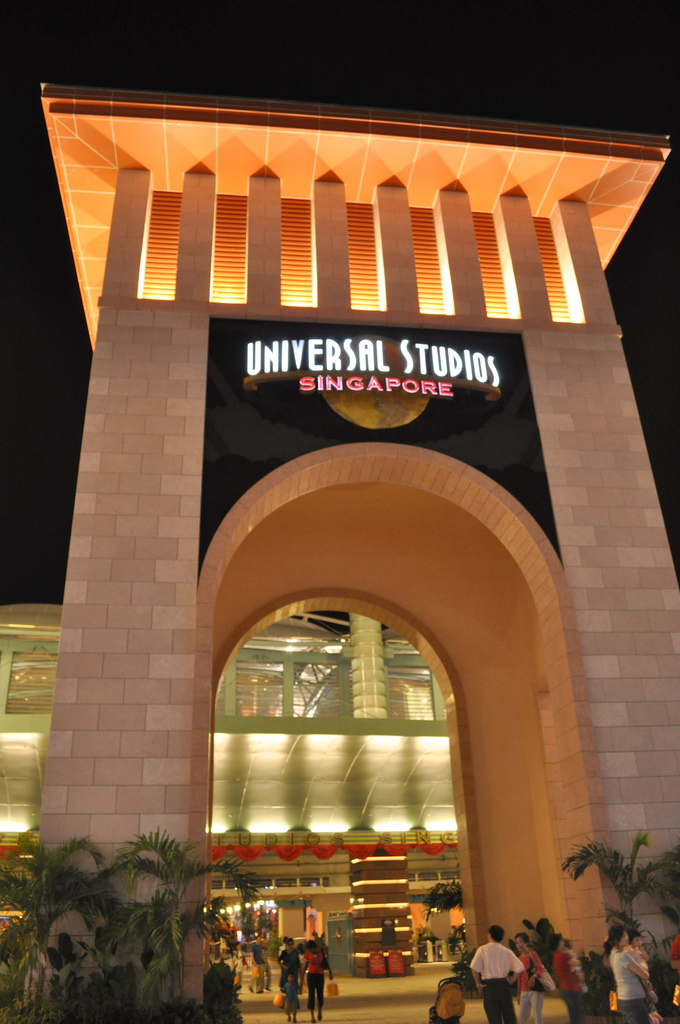
유니버설 스튜디오 싱가포르

유니버설 스튜디오 싱가포르(영어: Universal Studios Singapore)는 유니버설 스튜디오의 놀이공원 중 하나로 싱가포르 센토사섬에 있다. 2010년 3월 18일 개장했다.

## 시설 개요
- 소재지 : 센토사섬 리조트 월드 센토사
- 부지면적 :
- 총사업비 :
- 개장일 : 2010년 3월 18일
- 어트랙션수 : 46
- 캐치프레이즈 :

## 연혁
- 2008년 10월 21일 -
- 2009년 9월 24일 -
- 2009년 10월 20일 -
- 2010년 2월 14일 -
- 2010년 3월 18일 -
- 2010년 3월 25일 -
- 2010년 8월 20일 -
- 2010년 7월 2일 -
- 2010년 12월 21일 -
- 2011년 2월 21일 -
- 2011년 5월 16일 -
- 2011년 5월 28일 -
- 2011년 10월 21일 -
- 2011년 12월 3일 -
- 2011년 12월 31일 -
- 2012년 5월 29일 -

## 레이아웃

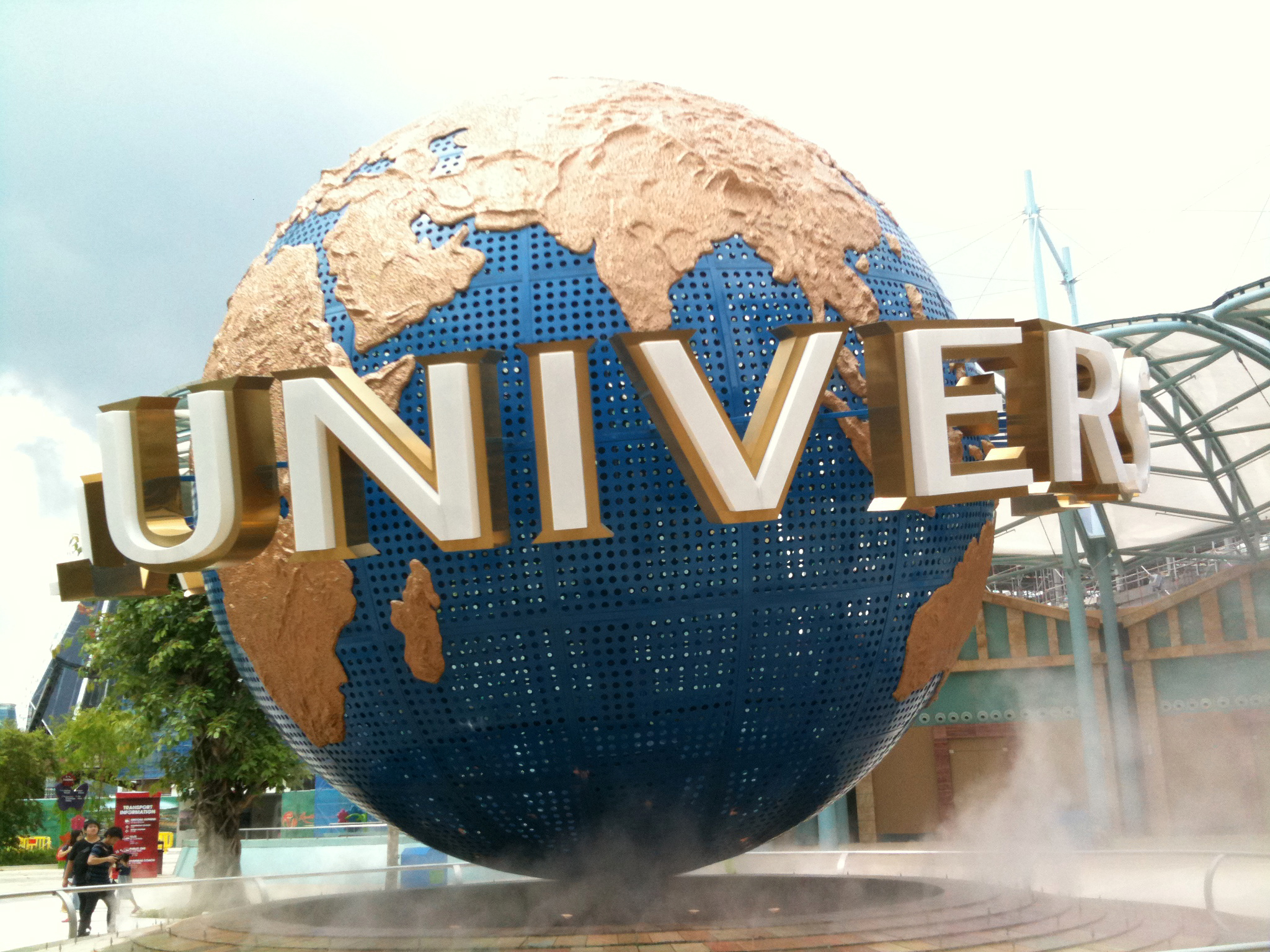
유니버설 스튜디오 싱가포르의 글로브

유니버설 스튜디오 싱가포르는 리조트 월드 센토사섬의 동쪽 끝에 위치해 있다. 면적은 약 20 헥타르다. 47개의 어트랙션이 있다. 유니버설 스튜디오 싱가포르는 7개의 지구가 있다.

### 할리우드
- 판티지 할리우드 극장
- 호수 할리우드 스릴
- 유니버설 스튜디오 스토어
- 다크 룸
- 수퍼스타의 캔디
- 실버 스크린 용품
- 스타 캐릭터
- 브라운 더비
- 멜의 드라이브 인
- 할리우드 중국 비스트로
- 연예인 카페와 베이커리

### 뉴욕
- 스티븐의 스필버그의 라이트! 카메라! 액션!
- Stage 25
- Loui의 뉴욕 피자집
- KT's Girls

### 공상 과학시티
- 가속기
- 배틀스타 갤럭티카:인간
- 배틀스타 갤럭티카:사일런
- 트랜스포머:라이드
- 갤럭티카 PX
- 트랜스포머 공급 금고
- 스타보트 카페:인간 급유 센터

### 고대 이집트
- 미이라의 복수 : 라이드
- 보물 사냥꾼
- 카터의 그로테스크
- 오아시스 향신료 카페

### 잃어버린 세계
- 캐노피 플라이어
- 쥬라기 공원 래 어드벤처
- 워터월드
- 바위 등반 호박
- 디노 - Soarin
- 쥬라기 아웃피터스
- 디노 - 스토어
- 화석 연료fmf
- 디스커버리 푸드 코트

### 머나먼 왕국
- 슈렉 4-D 어드벤처
- 돈키 라이브
- 매혹 항공
- 마법의 물약에 스핀
- 요정 할머니의 물약 상점
- 요정 할머니의 주스 바
- 미역취 속의 일종

### 마다가스카
- 마다가스카 : 나무 상자 모험
- 킹 줄리언의 비치 파티 고 라운드
- 펭귄 상업
- 마티 키사 델 와일드
- 글로리아 스낵 판잣집

## 같이 보기
- 유니버설 스튜디오 재팬(오사카)